# Río Nera (Tíber)
El Nera es un río que fluye casi por entero en la Umbría, en la Italia central. Tiene una longitud de 116 km. Es un afluente del Tíber, sus fuentes se encuentran en los montes Sibilinos, al este de Foligno. Fluye hacia el sur pasado Terni y Narni. Se une al Tíber cerca de Orte.